# Camille Palenfo
Camille Palenfo (ur. 6 września 1971) – burkiński piłkarz występujący na pozycji obrońcy.

## Kariera klubowa
W swojej karierze Palenfo występował między innymi w burkińskim zespole ASFA Yennenga. W 1995 roku zdobył z nim mistrzostwo Burkiny Faso i Puchar Burkiny Faso.

## Kariera reprezentacyjna
W latach 1995–1997 w reprezentacji Burkiny Faso Palenfo rozegrał 8 spotkań. W 1996 roku został powołany do kadry na Puchar Narodów Afryki. Zagrał na nim w meczach ze Sierra Leone (1:2) i Zambią (1:5), a Burkina Faso odpadło z turnieju po fazie grupowej.